# Шлюайн
Шлюайн (ромш. Schluein) — громада  в Швейцарії в кантоні Граубюнден, регіон Сурсельва.

## Географія
Громада розташована на відстані близько 140 км на схід від Берна, 24 км на захід від Кура.
Шлюайн має площу 4,8 км², з яких на 7,5% дозволяється будівництво (житлове та будівництво доріг), 29,1% використовуються в сільськогосподарських цілях, 56,3% зайнято лісами, 7,1% не є продуктивними (річки, льодовики або гори).

## Демографія
2019 року в громаді мешкало 612 осіб (+17% порівняно з 2010 роком), іноземців було 21,1%. Густота населення становила 128 осіб/км².
За віковим діапазоном населення розподілялося таким чином: 17,5% — особи молодші 20 років, 64,4% — особи у віці 20—64 років, 18,1% — особи у віці 65 років та старші. Було 294 помешкань (у середньому 2,1 особи в помешканні).
Із загальної кількості 299 працюючих 13 було зайнятих в первинному секторі, 58 — в обробній промисловості, 228 — в галузі послуг.